# Грюнвальдский мост (Вроцлав)
Грюнвальдский мост (пол. Most Grunwaldzki) — висячий мост через Одру во Вроцлаве, Польша. Один из символов города. Ценный памятник архитектурного и инженерного искусства начала XX века. Самый длинный и единственный транспортный висячий мост в Польше.

## Расположение
Соединяет площадь Повстанцев Варшавы с Грюнвальдской площадью. Является частью дороги 98.
Выше по течению находится Зоопарковый пешеходный мост, ниже — мост Мира.

## Название
С момента открытия до 1919 года мост назывался Императорским (нем. Kaiserbrücke). С 1919 до 1933 гг. — мостом Свободы (нем. Freiheitsbrücke). В 1933 году мосту возвращено первоначальное название. Существующее название мост получил 6 сентября 1947 года, в память о Грюнвальдской битве.

## История
В конце 1880-х гг. возникла идея соединить Старый город с растущими северо-восточными районами Щитницкого парка и Зоологического сада. Выкуп у владельцев земельных участков занял несколько лет, так что только к началу XX в. на правом берегу реки появился первый участок этого маршрута, улица Кайзерштрассе. В 1902 г. архитектором Р. Плюддеманном был составлен эскизный проект висячего моста в створе новой улицы. В декабре 1904 г. магистрат города объявил архитектурный конкурс на проект моста. В состав жюри вошли Р. Плюддеманн, обер-бургомистр Г. Бендер, инженер А. Шольц,Ф. Хамель, городские советники Лейзус и Симон и архитектор К. Хофман (из Дармштадта). По требованиям судоходства подмостовой габарит должен был быть не менее 3,98 м. Всего поступило 39 проектов, среди которых в основном были только арочные и подвесные конструкции. 5 апреля 1905 года по итогам конкурса первая премия — 2 000 марок — была присуждена архитектору Мартину Майеру (Гамбург) и инженеру Роберту Вейрауху (Берлин) за проект однопролётного висячего моста под девизом «Gespannt». 
Выбор висячей конструкции для такого небольшого пролёта (около 112 м) был обусловлен архитектурными соображениями и стремлением создать монументальную конструкцию.
В разработке окончательного проекта принимали участие Р. Плюддеманн, А. Шольц, К. Климм, Э. Гюнтель и Бругш.

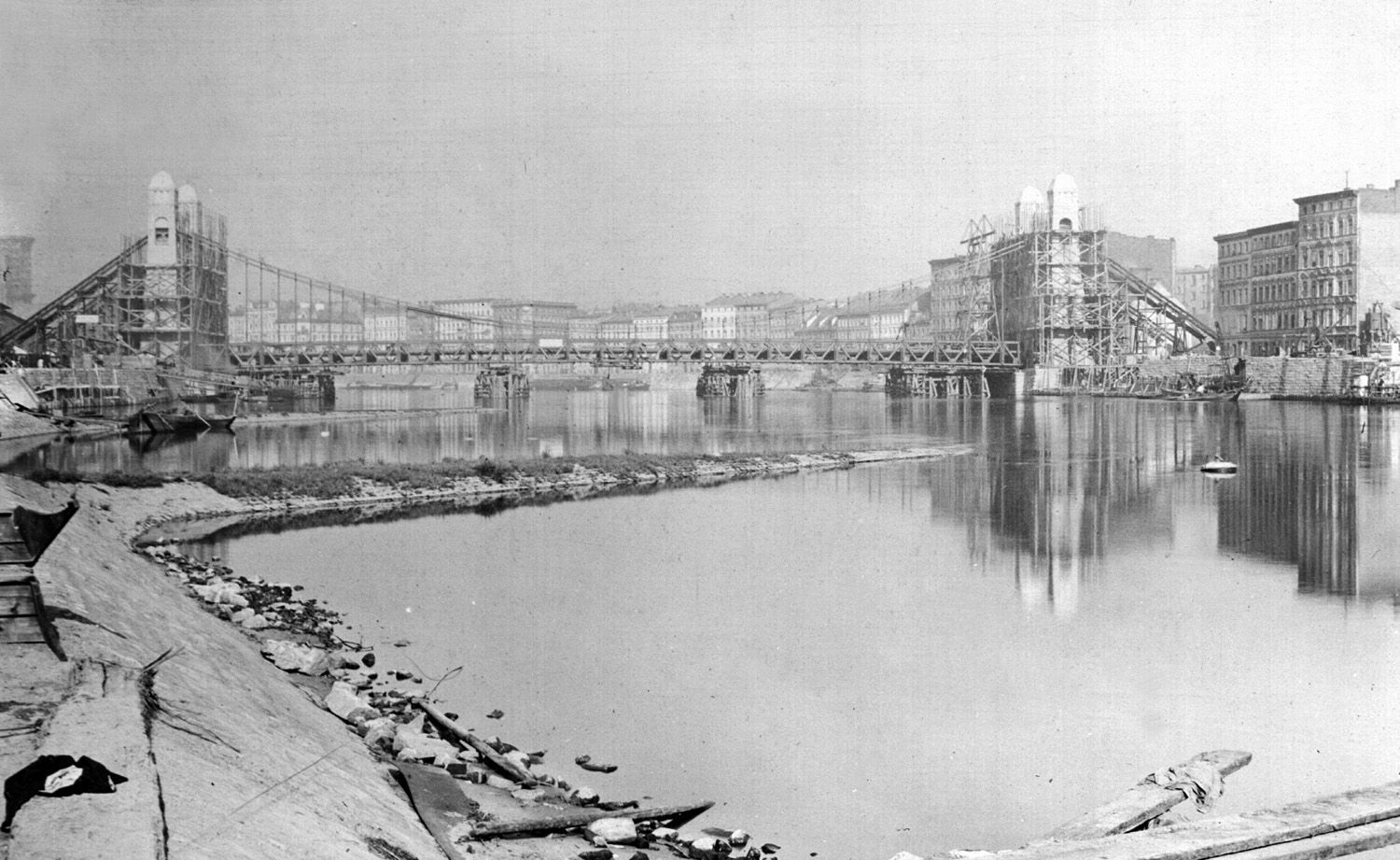
Строительство моста, 1909 г.

Строительство моста было начато в феврале 1908 года с устройства котлованов под анкерные блоки и фундаментов пилонов. Фундаментные работы были закончены в январе 1909 года. В марте того же года началось строительство пилонов и сборка стальных конструкций моста. 
Основным подрядчиком была компания Beuchelt & Co. из Грюнвальда (металлические конструкции). Клинкерный кирпич поставлялся из Нойкирхе (современный Новы-Косчул), портландцемент — из Оппельна, гранит — из Штригау. Всего в строительстве участвовало 15 компании из Бреслау. Руководство строительством осуществлял инженер Г. Трауэр. 
Для облицовки моста было использовано около 2400 т гранита. Масса металлоконструкций составила 2300 тонн (1976 т проката, 289,5 т литой стали, 4,1 т свинца, 1,4 т меди), в том числе 1040 т несущих тросов.
В сентябре 1910 года были проведены статические и динамические испытания моста, в качестве нагрузки использовались 24 трамвая, каждый весом 12 т.
Торжественное открытие моста состоялось 10 октября 1910 года. Первоначально планировалось пригласить на церемонию Вильгельма II, но из-за необходимости скорейшего начала движения мост был открыт без участия императора. Общая стоимость работ составила более 2,8 млн. марок.

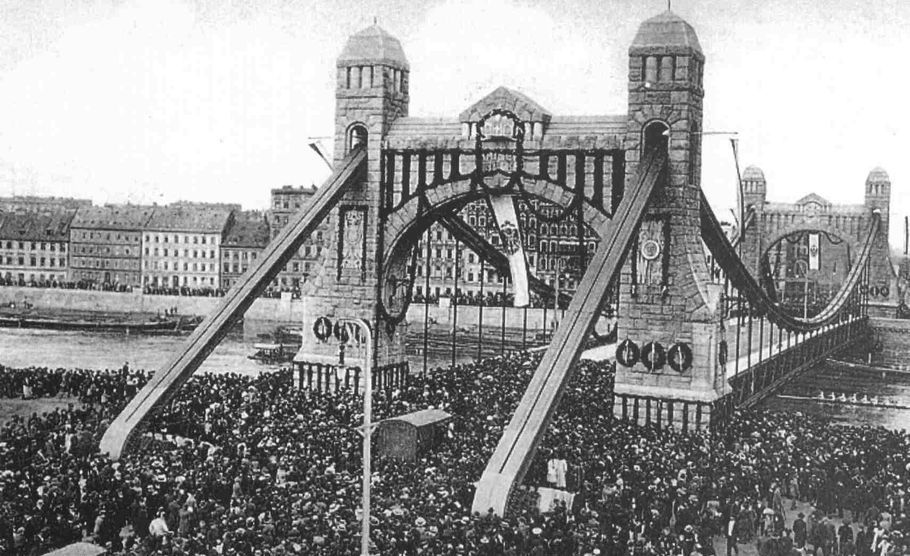
Открытие моста, 10 октября 1909 г.

В 1945 г. во время осады города мост сильно пострадал от воздушных налётов и артобстрелов, поддерживающие тросы были повреждены. Пролётное строение опиралось на четыре временные деревянные опоры, построенные на основании из затопленных барж. Кроме того, из-за строительства полевого аэродрома на месте улицы Кайзерштрассе на правом берегу высота пилонов была уменьшена (особенно правобережного). По мосту было разрешено только пешеходное движение и проезд военного транспорта.
Весной 1946 года мост был закрыт на реконструкцию, продолжавшуюся до сентября 1947 года. Работы включали в себя строительство новых временных опор, подъем моста, замену или сварку поврежденных стальных элементов, регулировку смещенных несущих элементов, ремонт дорожного покрытия и тротуаров. Работы производились под руководством инженера Ю. Франкоса, при участии инженера Р. Сивиньского. Технический надзор осуществлялся инженерами Э. Хильдебрандтом, Ф. Пшевирским и М. Вишневским. Реконструкцию вели Государственная объединенная строительная компания Вроцлава (пол. Państwowe Zjednoczone Przedsiębiorstwo Budowlane we Wrocławiu) и государственный вагоностроительный завод (пол. Państwowa Fabryka Wagonów) (монтажные работы). По проекту архитекторов Д. Чайки и Е. Жепецкого были восстановлены верхние части пилонов, без реконструкции некоторых элементов декора (шлемы на пилонах, некоторые барельефы), в результате чего современные пилоны имеют более низкую высоту, чем оригинальные. Мост был открыт 6 сентября 1947 года. Стоимость работ составила 22 млн. злотых.
В 1956 и 1966 гг. проведены ремонтные работы на проезжей части и тротуарах моста. В 1986 г. была очищена каменная облицовка пилонов и произведён ремонт сварных швов, в 1990 году расширена проезжая часть моста (от 11 до 12,1 м) за счет тротуаров. 
В 1976 г. мост включен в список памятников Вроцлава.
В 2003-2005 гг., с целью повышения грузоподъемности моста, произведён капитальный ремонт, включавший в себя стабилизацию подшипников, ремонт и антикоррозионную защиту стальных элементов моста, замену покрытия проезжей части и тротуаров, реставрацию пилонов.

## Конструкция
Мост однопролётный металлический висячий. Длина моста составляет 186,5 м, ширина моста — 20 м (из них ширина проезжей части — 12,1 м и два тротуара по 2,95 м).
Мост предназначен для движения трамваев, автотранспорта и пешеходов. Проезжая часть моста включает в себя 4 полосы для движения автотранспорта (в том числе 2 трамвайных пути). Покрытие проезжей части и тротуаров — асфальтобетон. Перильное ограждение металлическое, завершается на устоях гранитным парапетом. 